# Berga (Nykvarn)
Berga is een plaats in de gemeente Nykvarn in het landschap Södermanland en de provincie Stockholms län in Zweden. De plaats heeft 218 inwoners (2005) en een oppervlakte van 54 hectare. De plaats grenst aan het meer Turingen en grenst voor de rest aan zowel landbouwgrond als bos. De Europese weg 20 loopt net ten zuiden van Berga en de plaats Nykvarn ligt ongeveer vijf kilometer ten zuiden van het dorp.